# 伍家謙
ヴィンセント"ヴィンス"・ン（英語: Vincent "Vince" Ng、本名:伍家謙、Ng Ka Him、1977年9月14日 - ）は、香港生まれのニュースキャスター。香港出身。身長187cm。